# Pectinoacasta cancellorum
Pectinoacasta cancellorum is een zeepokkensoort uit de familie van de Archaeobalanidae.